# Principat d'Arcot
El principat d'Arcot o Principat del Carnàtic fou un estat de l'Índia que va existir fins al 1825, període en què els sobirans van portar el títol de nawab (nawabs d'Arcot fins a 1712, després nawabs del Carnàtic). El 1825 els seus darrers territoris foren incorporats als territori de la Companyia Britànica de les Índies Orientals i es va extingir el 1855. Posteriorment una branca col·lateral dels antics sobirans va rebre el títol de príncep, que encara conserven.

## Història
La regió que després va formar el principat estava sota domini maratha, com a feudataris del sultà de Bijapur. El 1674 el governant maratha de Gingi (feudatari de Bijapur), va convidar al president britànic de Fort Saint George (Madràs, moderna Chennai) a obrir un establiment al seu domini. Es van obrir negociacions però no es va fer res concret fins al 1682 quan es va obrir una estació comercial a Cuddalore. L'establiment va fracassar i el 1683 es va obrir un segon establiment a Conimeer (Kunimedu), 15 km al nord de Pondicherri i es va restaurar el de Cuddalore; un petit establiment es va obrir també a Porto Novo (tancat el 1687). El 1684 o 1687 el raja Harji Raja, governant maratha de Gingi, va concedir al britànics els drets sobre els tres establiments. El 1687 Aurangzeb va enviar al general Zulfikar Khan (o Zulfikar Ali Khan) al sud del Dècan (modern Tamil Nadu) que va passar a l'Imperi i es va formar la suba (província) d'Arcot, amb el governador amb rang de nawab i no de subadar i residència a la fortalesa d'Arcot. Encara el 1688, quan els mongols no havien acabat la conquesta, la Companyia Britànica de les Índies Orientals va comprar als marathes un lloc proper a Cuddalore on es va construir Fort Saint David i s'abandonà l'establiment de Conimeer. El 1698 el nawab mogol Zulfikar Khan, que ja dominava tot el territori van ocupar la fortalesa de Gingi acabant el domini maratha. Zulfikar Khan fou nawab d'Arcot del 1687 al 1698 amb seu a Arcot, i en aquest darrer any va nomenar nawab a Daud Khan (1698-1710) en el govern del qual fou inclòs Gingi on de fet va residir a partir del 1703. El tercer nawab fou Muhammad Saadat-Allah Khan I (1710-1732) que va retornar a Arcot el 1712 i fou el primer que es va titular nawab del Carnàtic.
El següent nawab, Dost Ali Khan (1732-1740), fou derrotat i mort pels marathes a la batalla del pas de Damalcheruvu a la taluka de Chandragirie, els marathes sota Hoji Bhonsla van assolar el país; els marathes havien estat cridats pels nayaks de Madura en revenja per l'annexió de la seva capital Trichinopoly. Els dos següents nawabs, Safdar Ali Khan (1740-1742) i Sa'adat-Allah Khan II (1742-1744) foren assassinats i el 1749 el nawab Anwar al-Din Muhammad Khan (1744-1749) fou derrotat i mort a Ambur, a 80 km a l'oest d'Arcot, el 31 de juliol de 1749, pel seu rival al càrrec Chanda Sahib (1749-1751, gendre de Dost Ali Khan), que tenia el suport de Muzafar Jang, nizam del Dècan i els francesos.
Durant la posterior guerra a la costa del Coromandel amb el nou nawab Chanda Sahib, Wala Jah Muhammad Ali, fill d'Anwar al-Din, que s'havia proclamat nawab (1749-1795) i dominava Trichinopoly i altres llocs (estava sent assetjat per Chanda Sahib i els francesos a Trichinopoly), va demanar ajut britànic (1750) i els va cedor dos pobles en jagir (feu), que conjuntament van rebre el nom de Chinnamanaik, amb lo que el petit territori inicial britànic fou augmentat. Robert Clive fou enviat per la feina i va sortir de Madràs el 25 d'agost de 1751 amb 200 soldats europeus i 300 nadius i el dia 20 va acampar a 15 km d'Arcot durant una tempesta; al saber l'arribada dels britànics una part de la guarnició de la ciutat va desertar i Clive va entrar a la ciutadella sense resistència.
Chanda Sahib va enviar 4.000 homes amb 150 francesos sota comandament del seu fill Raja Sahib, amb ordes de recuperar la fortalesa. Raja Sahib va atacar el 23 de setembre; el setge va durar 50 dies. Llavors Clive va rebre ajut del maratha Morari Rao que fins aleshores era neutral i quan Raja Sahib ho va saber va comminar a Clive (que encara no ho sabia) a rendir-se; Clive va refusar; una oferta de diners que se li va fer fou refusada igualment. Raja Sahib va decidir assaltar Arcot (14 de novembre) però fou rebutjat al cap d'una hora i l'endemà es va retirar. Clive doncs va conservar la ciutat en una defensa brillant i la va entregar a l'aliat britànic Wala Jah Muhammad Ali.
El 1757 es va reprendre la guerra a la zona i el 1758, Fort St. David i Cuddalore foren ocupades pels francesos dirigits pel general francès Lally i la fortalesa arrasada. El 1760 Sir Eyre Coote, després de la decisiva victòria a la batalla de Wandiwash, va poder recuperar cadascuna de les fortaleses ocupades pels enemics, i així va reconquerir Cuddalore. El coronel Coote va assetjar Arcot i el va conquerir després de set dies de bombardeig, retornant-la a Wala Jah Muhammad Ali, l'aliat dels britànics.
En el territori britànic, Fort Saint David fou evacuada pels francesos quan els britànics s'acostaven. El 1764 l'almirall francès Mahé de La Bourdonnais va ocupar Fort Saint George i els francesos van conservar l'establiment sis anys, i els britànics es van establir a Fort Saint David com a quarter general britànic a la costa de Coromandel.
El 1767 Haidar Ali del Regne de Mysore en la seva invasió del Carnàtic va passar pel pas de Chengam, i va assetjar Ambur, però fou derrotat pel coronel Joseph Smith a Tiruvannamalai, i va aixecar el setge i es va retirar a Kaveripak; va tornar a baixar altre cop els Ghats i va entrar al Carnàtic el 1780 pel mateix pas de Chengam i es va lluitar a Cuddalore, Tyaga Durgam i Chidambaram, va devastar Vellore i el territori proper i va assetjar Arcot. Quan Haidar Ali va tenir notícia que un exèrcit britànic manat per Sir Hector Munro anava cap allí, va desistir de conquerir la ciutat, però va poder derrotar a un destacament anglès manat pel coronel Baillie, a Pollilore, prop de Palur a la taluka de Walajapet i llavors va tornar a reprendre el setge. Arcot es va rendir i Ambur també fou conquerida. Llavors Haidar Ali va assetjar Vellore i Wandiwash. Aquesta darrera fou valentament defensada pel tinent Flint i fou finalment alliberada per Sir Eyre Coote, que ara era comandant de Madras i va dirigir un exèrcit d'ajut. Coote tot seguit va marxar cap a Vellore i va ser interceptar per Haidar Ali a Sholinghur; l'acció no fou decisiva, i fins i tot probablement favorable a Haidar, però aquest va tenir masses baixes i Coote llavors va poder avançar fins a Vellore i portar subministraments per tres mesos. El 1782 Coote va ajudar altre cop a Wandiwash, a la qual Haidar Ali havia tornat a assetjar (deixant Vellore) i on Flint tornava a resistir amb èxit. Es va lliurar finalment la important batalla de Porto Novo en que Haidar fou derrotat per Sir Eyre Coote. La guerra va acabar el 1783 amb la signatura d'un tractat de pau. Arcot fou destruïda per Tipu Sultan, fill i successor de Haidar Ali, i abandonada.
El 1781 el nawab del Carnàtic Muhammad Ali, en pagament de deutes, va assignar els ingressos de la seva part del Carnàtic a la Companyia Britànica de les Índies Orientals que el 1792 va passar a administrar Arcot incorporat al territori de Bara-mahal i administrat conjuntament amb els estats feudataris occidentals de Venkatagiri, Saidapur, Kalahasti (Calastri) i Karvaitnagar.
El 1782 els francesos i Tipu Sultan van recuperar Cuddalore i la van conservar tres anys (1784) al cap dels quals fou retornada a canvi de restaurar Pondicheri als francesos que els britànics havien ocupat. El 1790, Tipu Sultan fill d'Haidar Ali, va fer operacions militars prop de Tyaga Durgam i va ocupar Tiruvannamalai i Perumukkal, a menys de 10 km a l'est de Tindivanam, però la notícia que Lord Charles Mann Cornwallis avançava cap a Mysore el va fer retirar.
El 1792 va esclatar la guerra amb França i el 1793 Pondicheri fou ocupada novament pels britànics i posada sota administració del resident de Cuddalore, però el 1795 fou convertida en col·lectorat junt amb altres territoris. Després del següent nawab Umdut al-Umara (1795-1801) mort el 15 de juliol de 1801, el seu successor Azim al-Dawla (1801-1819) era un nebot al que es va permetra la successió però va haver de cedir (finals de 1801) la suba d'Arcot o suba del Carnàtic (tant la part administrada ja pels britànics com la resta) a la Companyia Britànica de les Índies Orientals en plena sobirania, incloent la fortalesa d'Arcot i els estats feudataris o palayams de Naraganti, Kallur, Karkambadi, Krishnapuram, Tumba, Bungari, Pulicherla, Polur, Mogaral, Pakala, Gedragunta, i Gudipati; i la part entre els rius Pilar i Vellar fou erigida en districte i anomenada districte de South Arcot (o divisió de South Arcot); el territori al nord del riu Palar, junt amb els estats de Venkatagiri, Saidapur, Kalahasti (Calastri) i Karvaitnagar van formar la divisió North Arcot, dependent del col·lector de Kistnagiri; els nawabs van conservar el palau a Arcot i algunes terres a la vora d'Arcot i en altres llocs del Carnàtic, i el títol.
Onze dels dotze palayams (tots menys Gudipati) es van revoltar però el 1805 havien quedat reduïts i Polur, Mogaral, Pakala, i Gedragunta foren confiscats; els altres set estats rebels foren posats sota control d'un agregat.
El nawab va morir el 3 d'agost de 1819. El va succeir el seu fill Azam Jah de 22 anys que va morir el 1825 deixant un únic fill menor de nom Ghulam Muhammad Ghous Khan. Va estar sota regència fins al 1842 però el jove va conservar els privilegis i títol; va morir amb poc més de trenta anys el 7 d'octubre de 1855 deixant només dues filles i els seus estats foren annexionats.
La branca de prínceps no sobirans d'Arcot fou fundada per Azim Jah, germà d'Azam Jah, nascut el 1800, que va rebre el títol (Amir-i Arcot) el 1867 de la reina Victòria, junt a una pensió perpetua, que el govern indi va respectar el 1947. El príncep estava reconegut i ostentà rang de ministre. El príncep Azim va morir el 14 de gener de 1874.

## Llista de nawabs
- Zulfikar Ali Khan, 1687-1698
- Daud Khan, 1698-1710
- Muhammad Saadat-Allah Khan I, 1710-1732
- Dost Ali Khan, 1732-1740 (besnebot)
- Safdar Ali Khan, 1740-1742 (fill)
- Muhammad Saadat-Allah Khan II, 1742-1744 (fill)
- Anwar al-Din Muhammad Khan 1744-1749
- Chanda Sahib (Husayn Dost Khan), 1749-1751 (usurpador)
- Wala Jah Muhammad Ali Khan 1749-1795 (fill de Anwar al-Din)
- Umdut al-Umara, 1795-1801 (fill)
- Azim al-Dawla, 1801-1819 (nebot)
- Azam Jah, 1819-1825
- Ghulam Muhammad Ghous Khan 1825, títol fins a la mort el 1855.

## Prínceps d'Arcot
- Azim Jah, 1867-1874.
- Sir Zahir al-Dawla Bahadur (fill) 1874-1879.
- Intizam al-Mulk Muazzal al-Dawla (germà) 1879-1889
- Sir Muhammad Munawar Ali Khan Bahadur (fill) 1899-1903
- Umdat al-Umara Amir al-Umara Siraj al-Umara Madar al-mulk Umdat al-Mulk Azimud Dowlah Asadud Dowlatul Ingleez Nawab Azim Jah Sir Ghulam Muhammad Ali Khan Bahadur (fill) 1903-1952
- Ghulam Mohi al-Din KhanBahadur (germà) 1952-1969
- Ghulam Muhammad Abdul Khader (fill) 1969-1993
- Muhammad Abdul Ali (fill) 1993-